# Calliandra quetzal
Calliandra quetzal là một loài thực vật có hoa trong họ Đậu. Loài này được (Donn.Sm.) Donn.Sm. miêu tả khoa học đầu tiên.